# The Descent - Discesa nelle tenebre
The Descent - Discesa nelle tenebre (The Descent) è un film del 2005 scritto e diretto da Neil Marshall.
È stato proiettato prima in Europa che negli Stati Uniti. La distribuzione USA ha preteso dal regista un diverso montaggio, con alleggerimento di alcune situazioni estreme, soprattutto nelle fasi finali del racconto. La versione europea, tuttavia, risulta essere preferita, ambita e richiesta (in versione home video) anche dagli appassionati americani del film.
Nonostante le apparenze, il film è stato girato completamente nel Regno Unito, simulando molto realisticamente l'ambientazione sui monti Appalachi negli Stati Uniti.

## Trama
Sarah, Juno e Beth, tre amiche appassionate di sport estremi, tornano separatamente a casa dopo aver praticando rafting ma Sarah, il marito Paul e la loro bimba di quattro anni, Jessie, hanno un incidente d'auto nel quale Paul e Jessie perdono la vita.
Un anno dopo, sperando di aver elaborato il terribile lutto, Sarah accetta di ritrovarsi con Juno e Beth per una nuova avventura e, a loro, si aggiungono Rebecca, Sam e Holly. Dopo aver passato la serata a conoscersi e Sarah, rivangando vecchie avventure, ricorda che Paul usava spesso la frase «Amare ogni giorno», la mattina le sei partono per un complesso di grotte collocate nei Monti Catskill nello Stato di New York. 
Con Juno che le guida, le ragazze, munite di adeguate attrezzature, si calano con le funi in una profonda apertura fra le rocce ma la discesa speleologica si complica quando, mentre Beth riesce a stento a salvare Sarah, presa da attacco di panico, c'è un crollo che ostruisce definitivamente la via del ritorno intrappolando le sei ragazze nel sottosuolo e obbligandole a cercare una via d'uscita; a peggiorare la già disperata situazione sono le errate indicazioni fornite ai centri di soccorso prima della spedizione.
Affrontati una serie di ostacoli (durante i quali scoprono un gancio e un casco in ferro, segno che altri speleologi sono già passati di lì più di un secolo prima), la squadra arriva nei pressi di una sala, apparentemente senza uscite, ma con raffigurati sulla parete frontale una sorta di graffiti rupestri, rappresentanti una rudimentale mappa del complesso che riporta una seconda uscita dalle grotte. 
Il ritrovamento entusiasma il team che però, dopo aver udito strani versi, viene attaccato da una comunità di ominidi mutanti che, essendo ciechi a causa dell'oscurità assoluta, si muovono tramite ultrasuoni e che si nutrono di qualsiasi creatura vivente trovino.
Mentre Holly, che poco prima si era fratturata una gamba scivolando, viene uccisa, Juno, armata di piccozza, ferisce per errore Beth e l'abbandona in agonia nonostante le sue suppliche così, quando Sarah la trova Beth, prima di chiederle di porre fine alla sua agonia, le rivela che Juno aveva una relazione con Paul e le mostra il ciondolo che ha strappato all'amica prima che la abbandonasse: sopra c'è incisa la frase «Amare ogni giorno». 
In seguito ad altri attacchi degli ominidi, Juno e Sarah si ritrovano da sole e, dopo che Juno ha negato di aver abbandonato Beth viva, Sarah la ferisce ad una gamba, le mostra il ciondolo e la lascia in balia dei mostri per poi darsi alla fuga.
Dopo una brutta caduta, Sarah raggiunge l'uscita, sale sul fuoristrada e fugge terrorizzata e solo una volta raggiunta la strada principale si ferma per calmarsi ma, vista l'immagine di Juno ferita che la fissa dal sedile accanto, si rende conto di non essere affatto uscita dalla grotta ma di esser svenuta dopo aver sbattuto la testa e di aver sognato la fuga.
Il film termina con Sarah, rimasta sola, che ha una visione del compleanno mai avvenuto della figlia morta, mentre fissa il vuoto nella caverna davanti a una torcia e in sottofondo le urla degli umanoidi.

## Produzione
Quando Neil Marshall accettò la proposta di dirigere un film horror dopo il successo di Dog Soldiers, il regista decise di selezionare un cast completamente al femminile ritenendo che ci fossero in giro troppi pochi film dell'orrore dotati di questa caratteristica. Le riprese sono state eseguite in Gran Bretagna nonostante l'ambientazione del film sia statunitense. La cava che possiamo osservare nel film è in realtà una ricostruzione, non una grotta reale, in quanto gli addetti ai lavori hanno considerato troppo rischioso lavorare in simili condizioni.
Per quanto riguarda il design delle creature presenti nel film, il regista ha cercato di elaborare la figura di ominidi che hanno vissuto per così tanto tempo in un ambiente ostile da adattarsi completamente ad esso. Il cineasta ha dunque immaginato creature che avessero perso la vista e sviluppato molto udito e olfatto e per questo hanno un forte vantaggio in un ambiente privo di luce. Inoltre il cast non ha avuto modo di vedere le creature prime delle riprese così da ottenere delle reazioni di terrore più autentiche da parte delle attrici.

## Edizione italiana
Il doppiaggio della versione italiana è stato diretto da Danilo De Girolamo che ha curato anche l'adattamento dei dialoghi originali.

## Edizione statunitense
La versione americana ha un finale più positivo, infatti il film finisce subito quando Sarah riesce a fuggire in macchina escludendo l'ultimo segmento che la vede ancora in balia delle creature.

## Sequel
Nel 2009 è uscito il sequel del film intitolato The Descent Part 2.

## Slogan promozionali
- «Afraid of the dark? You will be.»
«Paura del buio? Da oggi l'avrai.»
- «Scream your last breath.»
- «Face Your Deepest Fear.»

## Riconoscimenti
- British Independent Film Awards 2005
  - Miglior regista
  - Miglior contributo tecnico (Jon Harris)
- Empire Awards
  - Miglior film horror
  - Candidatura miglior film inglese
  - Candidatura scena dell'anno (per la sequenza del primo attacco)
- 2006 - Méliès d'argento